# Рябиновка (Ленинградская область)
Рябиновка — деревня в Серебрянском сельском поселении Лужского района Ленинградской области.

## История
По данным 1966 года деревня Рябиновка входила в состав Клобутицкого сельсовета.
По данным 1973 и 1990 годов деревня Рябиновка входила в состав Серебрянского сельсовета.
В 1997 году в деревне Рябиновка Серебрянской волости проживали 7 человек, в 2002 году — 24 человека (русские — 88 %).
В 2007 году в деревне Рябиновка Серебрянского СП проживали 12 человек.

## География
Деревня расположена в южной части района к востоку от автодороги 41К-146 (Городок — Серебрянский).
Расстояние до административного центра поселения — 3 км.
Деревня находится к востоку от железнодорожной линии Луга — Псков. Расстояние до ближайшей железнодорожной станции Серебрянка — 2 км.

## Демография
| 1997 | 2007 | 2010 | 2017 |
| ---- | ---- | ---- | ---- |
| 7    | ↗12  | ↗22  | ↘10  |

## Улицы
Полевая, Рябиновая, Цветочная.